# Gandolfo de Métis
Santo Gandolfo, Gundulfus, Gondulf ou Gondon (falecido em 7 de setembro de 823) foi o bispo de Métis de 816 até sua morte.
Como bispo, Gandolfo sucedeu Angilram, aquele que fez com que Paulo, o Diácono escrevesse o Liber de episcopis Mettensibus, e que morreu provavelmente em 791. Com a morte de Angilram, houve uma vaga na Sé Episcopal de Métis, que foi encerrada com a ascensão de Gandolfo. Os Annales S. Vincentii Mettenses indicam a data de 819. Mas, por outro lado, uma vez que a ordenação episcopal do bispo Crodegango ocorreu no domingo, a data da consagração do bispo Gandolfo deve ser fixada em 28 Dezembro de 816. O antigo catálogo episcopal da igreja de Métis nos informa que Gandolfo ocupou a Sé desta igreja por seis anos, oito meses e sete dias, e que morreu no dia 7 de setembro, que seria o sexto daquele mês, no ano 823. Ele foi enterrado no mosteiro de Gorze, onde suas relíquias ainda são homenageadas em 6 de setembro.
Sua festa é celebrada em 6 de setembro.

## Atribuição
- A versão original deste artigo incluía texto da The Catholic Encyclopedia, Volume VI, publicado em 1909, New York, Robert Appleton Company, conforme transcrito em http://www.newadvent.org/cathen/06633a.htm .[ligação inativa]